# Tony Daniel
Tony Daniel (1963-) – amerykański autor powieści science fiction. 

## Twórczość
Jego opowiadanie Life on the Moon było nominowana do Nagrody Hugo za najlepszą miniaturę literacką w 1996 roku.